# Carin Gerhardsen

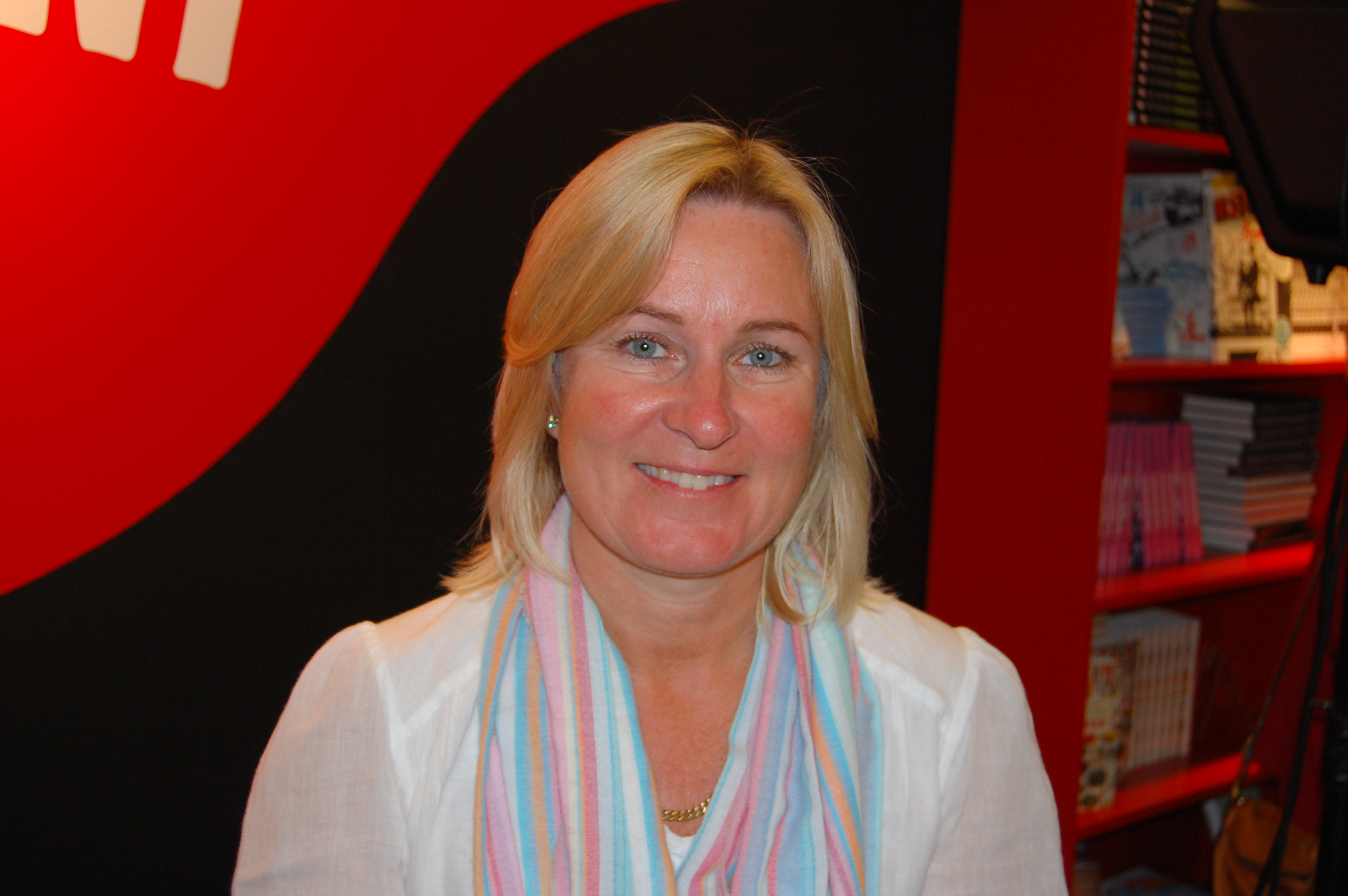
Carin Gerhardsen under Bok- & Biblioteksmässan år 2009.

Carin Kristina Gerhardsen, född Behrman 6 december 1962 i Katrineholm, är en svensk författare, mest känd för sina spänningsromaner.

## Biografi
Carin Gerhardsen föddes i Katrineholm. Hon är syster till Wilhelm Behrman som står bakom TV-serien Kalifat. 
Hon ägnade uppväxten åt bollsporter och musik, tävlade i pingis med flera sporter, och spelade saxofon i ett punkband (som bland annat var förband åt KSMB), varefter hon studerade matematik vid Uppsala universitet och även bodde en tid i London. Hon gjorde sin romandebut år 1992 med den filosofiska idéromanen På flykt från tiden, om en man som hålls som gisslan under fyra år i Beirut. De riktigt stora försäljningsframgångarna uteblev, och hon fortsatte därför sitt arbete som IT-konsult, och arbetade bland annat med GSM-basstationsutveckling, JAS-simulator och börshandelssystem. Numera skriver hon på heltid, och bor tillsammans med maken Ken Gerhardsen på Östermalm i Stockholm.
Carin Gerhardsen har tilldelats hedersutmärkelserna ambassadör för Katrineholm samt hedersledamot vid Södermanland-Nerikes nation i Uppsala.

## Hammarbyserien och därefter
Carin Gerhardsen inledde sitt författarskap i London, där hon blev utmanad av en vän att skriva en bok. Resultatet blev den filosofiska romanen På flykt från tiden som publicerades år 1992. Många år senare återupptog hon författandet, denna gång i en ny genre. Innan förlagskontrakt tecknats skrev hon tre kriminalromaner i samma bokserie – det som skulle komma att kallas Hammarbyserien. Den första, Pepparkakshuset, gavs ut år 2008, och sedan följer Mamma, pappa, barn år 2009, Vyssan lull år 2010, Helgonet år 2011, Gideons ring år 2012, Hennes iskalla ögon år 2013, Tjockare än vatten år 2014 samt den avslutande Falleri fallera falleralla år 2015. Böckerna kretsar kring en grupp poliser som leds av kriminalkommissarie Conny Sjöberg på Hammarby polisstation på Södermalm i Stockholm.
Sedan Hammarbyserien avslutades, har den psykologiska thrillern Det som göms i snö utgivits år 2018. Boken nominerades till Svenska Deckarakademins pris årets bästa deckare, till Storytel Award som årets bästa kriminalroman, samt av Bonniers Bokklubbar som årets bok. Den amerikanska utgåvan, Black Ice, utnämndes av branschtidningen Publishers Weekly till en av 2021 års bästa böcker i USA.
År 2019 utgavs den första boken i Zodiak-serien, barn-/ungdomsboken Ett annat jag: Projekt Gemini som Gerhardsen skrivit tillsammans med Petter Lidbeck. Boken vann Barnens Romanpris i Karlstad, blev nominerad till Barnradions bokpris för 2019 års bästa barnbok, där den blev framröstad av juryn som tvåa, och blev nominerad till Crimetime Award som bästa barndeckare. Sedan följde Ett bättre jag: Projekt Libra år 2020 samt Ett evigt jag: Projekt Pisces år 2021.